# فلاديمير كوه
فلاديمير كوه (بالصربية: Владимир Кох)‏ هو عازف كمان صربي، ولد في 17 مارس 1964 في بلغراد في صربيا.